# 平荒田目
平荒田目（たいら あっため）は、福島県いわき市の大字である。郵便番号は970-0107。

## 地理
いわき市中央部の平地区に属し、地区内東部に位置する。北で平下神谷、東で平上大越、南で平菅波、西で平山崎とそれぞれ隣接する。概ね町村制施行以前の磐前郡荒田目村の流れを汲む地域であり、二級水系夏井川右岸部に位置する。支流の荒田目川が流れる平地であり、全域に水田が広がる。内郷御厩町に所在するいわき中央警察署及び平字正内町に所在する平消防署がそれぞれ管轄にあたる。

### 主な字
字
- 山根
- 八反田

- 田中内南
- 古川

- 田中内北
- 中田

- 石崎
- 高原

### 河川
- 夏井川
  - 荒田目川
- 愛谷江筋

## 歴史
- 1879年1月27日 - 幕府領荒田目村が福島県内における郡区町村制の施行により磐前郡の村となる[4]。
- 1889年4月1日 - 町村制の施行により荒田目村が山崎村、菅波村、上大越村、下大越村、藤間村と合併し、磐前郡夏井村が発足する。旧荒田目村域は夏井村の大字となる[4]。
- 1896年4月1日 - 磐前郡と周辺郡との合併により石城郡が発足し、石城郡夏井村となる[4]。
- 1954年10月1日 - 夏井村が平市と合併し、平市の大字となる[4]。
- 1966年10月1日 - 平市が磐城市・常磐市・内郷市・勿来市、石城郡小川町・遠野町・四倉町・川前村・田人村・好間村・三和村、双葉郡久之浜町・大久村と合併しいわき市となり、いわき市平地区の大字となる[4]。

## 世帯数と人口
2023年10月31日現在の世帯数と人口は以下の通りである。
| 大字     | 世帯数 | 人口  |
| -------- | ------ | ----- |
| 平荒田目 | 78世帯 | 284人 |

## 小・中学校の学区
市立小・中学校に通う場合、学区は以下の通りとなる。
| 番地 | 小学校               | 中学校               |
| ---- | -------------------- | -------------------- |
| 全域 | いわき市立夏井小学校 | いわき市立藤間中学校 |

## 交通

### 道路
- 国道6号常磐バイパス
  - 夏井甲塚跨道橋
- 福島県道15号小名浜四倉線
  - 六十枚橋
- 福島県道229号甲塚古墳線

### バス
新常磐交通路線バス
- （いわき駅方面） - 本町 - 夏井公民館 - 夏井小入口 - （西原方面）
  - いわき駅～夏井～西原

## 施設
- 夏井公民館
- いわき市立夏井保育所
- 甲塚古墳
- 浄土宗西福寺
  - 荒田目権現社